# Hryhoriwka (rejon obuchowski)
Hryhoriwka (ukr. Григорівка, pol. Hryhorówka) – wieś na Ukrainie, w obwodzie kijowskim, w rejonie obuchowskim, nad Krasną. W 2001 roku liczyła 1769 mieszkańców.